# Progressione del record mondiale del miglio maschile

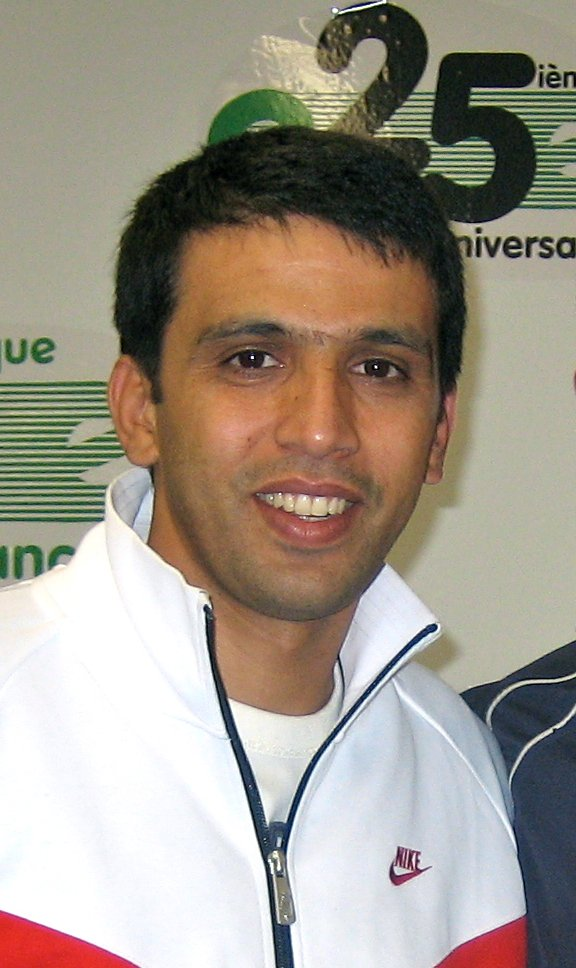
Hicham El Guerrouj, detentore del record mondiale della specialità

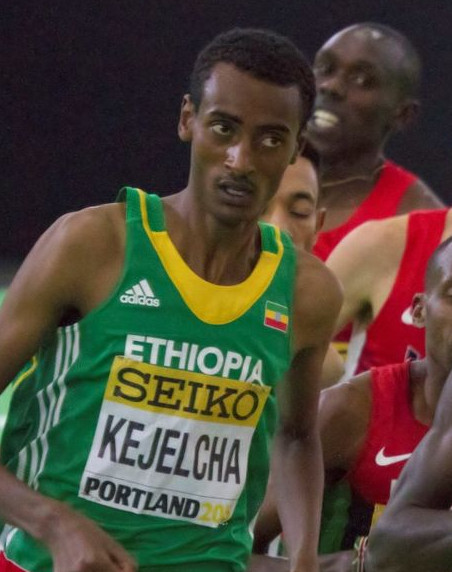
Yomif Kejelcha, detentore del record mondiale indoor della specialità

La voce seguente illustra la progressione del record mondiale del miglio maschile di atletica leggera.
Il primo record mondiale maschile venne riconosciuto dalla federazione internazionale di atletica leggera nel 1913, mentre il primo record mondiale indoor risale al 1983. Il record più longevo è quello attualmente in vigore, stabilito da Hicham El Guerrouj nel 1999, quello di più breve durata fu registrato dal britannico Steve Ovett il 26 agosto 1981, strappandolo al connazionale Sebastian Coe; fu lo stesso Coe, appena due giorni dopo, a reimpossessarsi del record mondiale.
Un altro record storico fu quello ottenuto da Roger Bannister nel 1954, quando fu il primo atleta a correre il miglio in meno di quattro minuti. Ad oggi, la World Athletics ha ratificato ufficialmente 32 record mondiali assoluti e 3 record mondiali indoor di specialità.

## Progressione

### Record assoluti
| Tempo    | Atleta             | Nazione       | Luogo                    | Data             | Note  |
| -------- | ------------------ | ------------- | ------------------------ | ---------------- | ----- |
| 4'14"4 m | John Paul Jones    | Stati Uniti   | Cambridge, Stati Uniti   | 31 maggio 1913   |       |
| 4'12"6 m | Norman Taber       | Stati Uniti   | Cambridge, Stati Uniti   | 16 luglio 1915   |       |
| 4'10"4 m | Paavo Nurmi        | Finlandia     | Stoccolma, Svezia        | 23 agosto 1923   |       |
| 4'09"2 m | Jules Ladoumègue   | Francia       | Parigi, Francia          | 4 ottobre 1931   |       |
| 4'07"6 m | Jack Lovelock      | Nuova Zelanda | Princeton, Stati Uniti   | 15 luglio 1933   |       |
| 4'06"8 m | Glenn Cunningham   | Stati Uniti   | Princeton, Stati Uniti   | 16 giugno 1934   |       |
| 4'06"4 m | Sydney Wooderson   | Regno Unito   | Londra, Regno Unito      | 28 agosto 1937   |       |
| 4'06"2 m | Gunder Hägg        | Svezia        | Göteborg, Svezia         | 1º luglio 1942   |       |
| 4'06"2 m | Arne Andersson     | Svezia        | Stoccolma, Svezia        | 10 luglio 1942   |       |
| 4'04"6 m | Gunder Hägg        | Svezia        | Stoccolma, Svezia        | 4 settembre 1942 |       |
| 4'02"6 m | Arne Andersson     | Svezia        | Göteborg, Svezia         | 1º luglio 1943   |       |
| 4'01"6 m | Arne Andersson     | Svezia        | Malmö, Svezia            | 18 luglio 1944   |       |
| 4'01"4 m | Gunder Hägg        | Svezia        | Malmö, Svezia            | 17 luglio 1945   |       |
| 3'59"4 m | Roger Bannister    | Regno Unito   | Oxford, Regno Unito      | 6 maggio 1954    |       |
| 3'58"0 m | John Landy         | Australia     | Turku, Finlandia         | 21 giugno 1954   |       |
| 3'57"2 m | Derek Ibbotson     | Regno Unito   | Londra, Regno Unito      | 19 luglio 1957   |       |
| 3'54"5 m | Herb Elliott       | Australia     | Dublino, Irlanda         | 6 agosto 1958    |       |
| 3'54"4 m | Peter Snell        | Nuova Zelanda | Wanganui, Nuova Zelanda  | 27 gennaio 1962  |       |
| 3'54"1 m | Peter Snell        | Nuova Zelanda | Auckland, Nuova Zelanda  | 17 novembre 1964 | [ 3 ] |
| 3'53"6 m | Michel Jazy        | Francia       | Rennes, Francia          | 9 giugno 1965    |       |
| 3'51"3 m | Jim Ryun           | Stati Uniti   | Berkeley, Stati Uniti    | 17 luglio 1966   |       |
| 3'51"1 m | Jim Ryun           | Stati Uniti   | Bakersfield, Stati Uniti | 23 giugno 1967   |       |
| 3'51"0 m | Filbert Bayi       | Tanzania      | Kingston, Giamaica       | 17 maggio 1975   |       |
| 3'49"4 m | John Walker        | Nuova Zelanda | Göteborg, Svezia         | 12 agosto 1975   |       |
| 3'49"0 m | Sebastian Coe      | Regno Unito   | Oslo, Norvegia           | 17 luglio 1979   | [ 4 ] |
| 3'48"8 m | Steve Ovett        | Regno Unito   | Oslo, Norvegia           | 1º luglio 1980   |       |
| 3'48"53  | Sebastian Coe      | Regno Unito   | Zurigo, Svizzera         | 19 agosto 1981   |       |
| 3'48"40  | Steve Ovett        | Regno Unito   | Coblenza, Germania Ovest | 26 agosto 1981   |       |
| 3'47"33  | Sebastian Coe      | Regno Unito   | Bruxelles, Belgio        | 28 agosto 1981   |       |
| 3'46"32  | Steve Cram         | Regno Unito   | Oslo, Norvegia           | 27 luglio 1985   |       |
| 3'44"39  | Noureddine Morceli | Algeria       | Rieti, Italia            | 5 settembre 1993 |       |
| 3'43"13  | Hicham El Guerrouj | Marocco       | Roma, Italia             | 7 luglio 1999    |       |

### Record indoor
| Tempo   | Atleta             | Nazione | Luogo                        | Data             | Note |
| ------- | ------------------ | ------- | ---------------------------- | ---------------- | ---- |
| 3'49"78 | Eamonn Coghlan     | Irlanda | East Rutherford, Stati Uniti | 27 febbraio 1983 |      |
| 3'48"45 | Hicham El Guerrouj | Marocco | Gand, Belgio                 | 12 febbraio 1997 |      |
| 3'47"01 | Yomif Kejelcha     | Etiopia | Boston, Stati Uniti          | 3 marzo 2019     |      |

Il grafico seguente evidenza l'andamento temporale del record assoluto di tale disciplina.